# وادي هرجاب
وادي هِرجاب هو أحد أودية شبه الجزيرة العربية، ويقع حالياً ضمن حدود السعودية. يبلغ طول الوادي 130 كم ومتوسط انحداره 5 م / كم. ينبع من جبال مكرثا، ويصب في وادي بيشة الواقع بالقرب من الحيفة. من أهم روافده وادي تلاع، ووادي صهي.

## هرجاب في الشعر العربي
انشد تميم بن أبي بن مقبل :
وانشد عامر ابن طفيل :
وانشد الزير سالم : 
وانشد ابن الدمينة :